# Phytoplasma australasia
Phytoplasma australasia è una specie di batterio appartenente alla famiglia delle Acholeplasmataceae.